# Genyodectes
Genyodectes ist eine Gattung theropoder Dinosaurier aus der Gruppe der Ceratosauria. Bisher ist lediglich eine unvollständige Schnauze bekannt, die in der argentinischen Provinz Chubut entdeckt wurde und etwa 112 Millionen Jahre alt ist (Aptium, Unterkreide). Die einzige Art ist Genyodectes serus. Genyodectes wurde bereits 1901 von Arthur Smith Woodward wissenschaftlich beschrieben; somit ist es der erste unzweifelhafte Nicht-Vogel-Theropode, der aus Südamerika beschrieben wurde. Die Gattung zeichnet sich insbesondere durch die im Verhältnis sehr langen Zahnkronen des Oberkiefers aus.

## Forschungsgeschichte
Das Schnauzenfragment (Holotyp, Exemplarnummer MLP 26-39, Museo de La Plata) besteht aus dem Zwischenkieferbein (Prämaxillare), Teilen beider Maxillare, dem rechten und linken Dentale, Zähnen, einem Fragment des linken Splenials  sowie Teilen der Supradentalen. Der Fund wurde dem Geologen Santiago Roth bei einer seiner Expeditionen in Cañadón Grande in der argentinischen Provinz Chubut Ende des 19. Jahrhunderts von einem dort ansässigen Gaucho übergeben. Später beschrieb der englische Paläontologe Sir Arthur Smith Woodward das Fossil unter dem Namen Genyodectes serus (gr. genys – „Kiefer, Kinn“, dektes – „Beißer“). Der genaue Fundort und dadurch das genaue geologische Alter der Gattung blieb jedoch unsicher. Lange wurde angenommen, dass diese Reste aus der Zeit der obersten Kreide stammen, und in neuerer Zeit wurde Genyodectes häufig mit den Abelisauriden in Verbindung gebracht. Eine neuere Untersuchung des Materials von Oliver Rauhut (2004) legt jedoch nahe, dass Genyodectes aus dem Cerro-Castaño-Member, dem unteren Schichtglied der Cerro-Barcino-Formation, stammt und somit in die Unterkreide (Aptium) fällt. Zudem vermutet Rauhut, dass Genyodectes mit der oberjurassischen Gattung Ceratosaurus verwandt ist, also zu den Ceratosauridae gehörte.

## Merkmale
Genyodectes wurde wegen der sehr fragmentarischen Überreste und der unklaren stratigraphischen Herkunft lange als Nomen dubium (zweifelhafter Name) geführt. Die Neubearbeitung der Gattung durch Oliver Rauhut versucht jedoch, die Gültigkeit der Gattung wiederherzustellen. Laut Rauhut lässt sich Genyodectes durch seine eng gepackten, überlappenden Zähne im Zwischenkieferbein und die stark abgeflachten Zähne des Maxillare von anderen Gattungen abgrenzen. Ein gemeinsames Merkmal mit Ceratosaurus waren die stark verlängerten Zahnkronen des Oberkiefers, deren Länge die geringste Höhe des Unterkiefers übertraf; die längste Zahnkrone wird mit einer Länge von 9,5 cm rekonstruiert. Im Unterschied zu Ceratosaurus wies Genyodectes 4 statt 3 Zähne im Zwischenkieferbein auf.

## Belege
1. ↑  Arthur Smith Woodward: On some Extinct Reptiles from Patagonia, of the Genera Meiolania, Dinilysia, and Genyodectes. In: Proceedings of the Zoological Society of London. Bd. 70, Nr. 2,  1901, ISSN 0370-2774, S. 169–184, Digitalisat (PDF; 3,22 MB).
2. 1 2 3  Oliver W. M. Rauhut: Provenance and anatomy of Genyodectes serus, a large-toothed ceratosaur (Dinosauria: Theropoda) from Patagonia. In: Journal of Vertebrate Paleontology. Bd. 24, Nr. 4, 2004, ISSN 0272-4634, S. 894–902, doi:10.1671/0272-4634(2004)024[0894:PAAOGS]2.0.CO;2.
3. ↑  Ben Creisler: Dinosauria Translation and Pronunciation Guide. Archiviert vom Original am 20. Juli 2011; abgerufen am 3. Dezember 2013.
4. ↑  Ronald S. Tykoski, Timothy Rowe: Ceratosauria. In: David B. Weishampel, Peter Dodson, Halszka Osmólska (Hrsg.): The Dinosauria. 2nd edition. University of California Press, Berkeley CA u. a. 2004, ISBN 0-520-24209-2, S. 47–70.